# Buchenbach (Jagst)
Der Buchenbach ist ein etwa 3 km langer Bach im Hohenlohekreis im nordöstlichen Baden-Württemberg, der beim Dorf Buchenbach der Gemeinde Mulfingen von links und Süden in die mittlere Jagst mündet.

## Geographie

### Verlauf
Der Buchenbach entsteht südöstlich von Nitzenhausen auf etwa 433 m ü. NN als unbeständig wasserführender Graben dicht an der Straße zum Rappoldsweiler Hof und läuft ihr entlang auf Nitzenhausen zu, das in schon eingesenkter Talmulde liegt und von ihm, bis fast zuletzt verdolt, in Richtung Norden durchquert wird. Dahinter kehrt er sich nur kurz nach Nordost und erreicht auf etwa 405 m ü. NN seine bewaldete Klinge. In ihr wendet er sich nach Norden und passiert das Gelände eines umgewidmeten Muschelkalk-Steinbruchs am rechten Hang. 
Kurz nach dem Waldaustritt nach über 1,5 km Klingenlauf läuft von links die nicht halb so lange Totenklinge zu, aus der sein einzig bedeutender Zufluss an einer Straßengabel mündet. Nach wenigen hundert Metern auf nun Nordnordwestkurs tritt er im Mündungstrichter in das kleine Dorf Buchenbach ein und fließt in ihm  zwischen dem Schloss des Orts am linken und seiner Kirche am rechten unteren Hang hindurch. Zuallerletzt überquert er auf einer kleinen Brücke den kurz vorher an einem Wehr im Flusslauf abgezweigten Mühlkanal nach Berndshofen und mündet wenige Schritte später unterhalb der Flussbrücke des Dorfs auf etwa 271 m ü. NN von links in die hier nordwestlich fließende mittlere Jagst.
Der Bach wird ab Nitzenhausen von der aus Mäusdorf kommenden L 1034 nahe begleitet.

### Einzugsgebiet
Der Buchenbach hat ein Einzugsgebiet von 4,3 km² Größe, zu dem sein linker Zufluss durch die Totenklinge etwas weniger als ein Drittel beiträgt. Es liegt größtenteils auf dem hier nur etwa 5 km breiten Streifen der Hohenloher Ebene zwischen den tief eingeschnittenen Tälern von Kocher im Südwesten und Jagst im Nordosten; die tieferen Teile des Einzugsgebietes ab den Klingen des Bachs und seines Zulaufs umfassen nur etwa 0,5 km². Der höchste Punkt liegt südlich von Nitzenhausen an der Wasserscheide im Hohen Lindle auf 448,6 m ü. NN, oberhalb der Klingeneinschnitte fällt das Terrain der Hochebene nirgends unter 390 m ü. NN.
Die unmittelbaren Konkurrenten sind der längere Speltbach jenseits der Wasserscheide von Südwesten bis Norden, der wenig unterhalb bei Berndshofen die Jagst erreicht; von Norden bis Osten die Jagst selbst; im Südosten der kürzere Unterregenbacher Totensteigebach, im Süden der bei Kocherstetten in den Kocher mündende Heiligenbach von etwa gleicher Länge.
Über den Buchenbach entwässern das Künzelsauer Dorf Nitzenhausen am obersten Lauf und der Mulfinger Bodenhof, der ebenfalls auf der Hochebene links etwas über dem längeren Quellbach des Zuflusses durch die Totenklinge liegt, sowie der größte Teil des alten Siedlungskerns links der Jagst des ebenfalls Mulfinger Mündungsdorfes Buchenbach im Flusstal. Etwa 2,6 km² des Einzugsgebietes, fast nur in dessen Süden, liegen auf Künzelsauer Gebiet, die restlichen 1,7 km² mit fast den ganzen Klingenbereichen auf Mulfinger.
Der größte Teil der Hochebene ist Ackerland, im Weichbild von Nitzenhausen und des Bodenhofes gibt es Baumgärten und Wiesen, die auch ein paar Seitenmulden überziehen. Wald bedeckt fast die ganzen Klingen und ist in wenigen kleinen Waldinseln über die Fläche verstreut.

### Zuflusssystem
Hierarchische Liste der Zuflüsse und  Seen von der Quelle zur Mündung.
Ursprung des Buchenbachs einen Viertelkilometer südöstlich der Ortsgrenze von Nitzenhausen an der Straße zum Rappoldsweiler Hof auf etwa 433 m ü. NN. Der Bach läuft zunächst unbeständig als Straßengraben bis zum Dorf.
- (Bach durch die Totenklinge), von links wenig oberhalb von Buchenbach am Abzweig der K 2303 nach Mulfingen von der L 1034 nach Mäusdorf auf etwa 305 m ü. NN[2] ▼, 0,906 km[3] ab Zusammenfluss der Oberläufe, 1,268 km[3] ab dem Ursprung des rechten sowie etwa 1,3 km².[8] Entsteht kurz vor dem Klingeneintritt auf etwa 403 m ü. NN[2] ▼ aus zwei zusammenlaufenden Oberläufen.
  - (Weggraben aus dem Süden)[9], rechter Oberlauf, 0,362 km.[10] Entsteht an der rechten Waldinsel des Boden auf etwa 415 m ü. NN[2] ▼.
  - (Zufluss aus dem Westen), von links kurz vor dem Klingeneintritt auf etwa 403 m ü. NN[2], 0,547 km.[3] Entsteht auf knapp 430 m ü. NN[2] ▼.
    -  Durchläuft einen Teich auf etwa 415 m ü. NN[2] ▼, unter 0,1 ha[8].
- Überquert wenige Schritt vor der Mündung auf einer Brücke den Mühlkanal zum Mulfinger Weiler Berndshofen.

Mündung des Buchenbachs im Mulfinger Dorf Buchenbach auf etwa 271 m ü. NN von links und zuletzt Südsüdwesten in die Jagst. Der Bach ist hier 3,1 km lang und hat ein Einzugsgebiet von 4,3 km².

## Geologie
Die Quellen des Buchenbachs und seines Klingenzuflusses entspringen im Grenzbereich des auf der Hohenloher Ebene große Flächen bedeckenden Unterkeupers zum ihm oft aufliegenden Lösssediment, das hier auf den Hügelkämmen um die südöstliche und westliche Wasserscheide zwei Inseln bildet. An ihren markanten Klingeneinschnitten erreichen beide Gewässer den Oberen Muschelkalk, noch vor dem Mündungsdorf den Mittleren und in ihm der unterste Buchenbach-Lauf den Unteren, in dem er auch mündet.
Im oben erwähnten Steinbruch rechts in der beginnenden Klinge ist der Obere Muschelkalk aufgeschlossen.  Östlich davon nahe der Wasserscheide liegt am Rande eines von Waldstücken umgebenden Ackerdreiecks eine im Unterkeuper eingebrochene baumbestandene Doline von 23 m Durchmesser und 4 m Tiefe.
Schichten des Oberen und Mittleren Muschelkalks sind verkarstet. Nördlich von Nitzenhausen versinkt Wasser des Buchenbachs im Karst. Als 1949 in Nitzenhausen Jauche auslief, wurde Wasser verschmutzt, das aus einer Quellfassung in der Totenkopfklinge ▼ stammte. Mittlerweile wird diese Quelle nicht mehr zur Trinkwassergewinnung genutzt.

## Schutzgebiete
Die zwei Klingen um die Unterläufe gehören zum Landschaftsschutzgebiet „Jagsttal mit Nebentälern …“. Über dem Dorf Buchenbach und der Straße nach Mulfingen liegen einige Steinriegel im Hangwald, die unter Biotopschutz stehen. Auf dem längsten Teil der Buchenbach-Klinge und vor allem der Totenklinge ziehen Gürtel naturnaher Biotope den Gewässern entlang.